# Шушалево
Шушалево (пол. Szuszalewo) — село в Польщі, у гміні Домброва-Білостоцька Сокульського повіту Підляського воєводства.
Населення — 143 особи (2011).
У 1975-1998 роках село належало до Білостоцького воєводства.

## Демографія
Демографічна структура станом на 31 березня 2011 року:
|          | Загалом | Допрацездатний вік | Працездатний вік | Постпрацездатний вік |
| -------- | ------- | ------------------ | ---------------- | -------------------- |
| Чоловіки | 68      | 13                 | 43               | 12                   |
| Жінки    | 75      | 15                 | 41               | 19                   |
| Разом    | 143     | 28                 | 84               | 31                   |